# Dame von Grethem
Als Dame von Grethem wird die Bestattung einer Frau bezeichnet, die zwischen 225 und 241 n. Chr. im Alter von etwa 35 Jahren verstorben ist. Ihre Überreste befanden sich als Leichenbrand in einem Hemmoorer Eimer als Bestattungsurne. Sie wurde Anfang des 21. Jahrhunderts auf einem Brandbestattungsplatz am Zusammenfluss von Aller und Leine bei Grethem in Niedersachsen entdeckt. Aufgrund der reichen Grabbeigaben wird die Verstorbene der damaligen Oberschicht zugerechnet.

## Beschreibung
Bei archäologischen Ausgrabungen auf einem Bestattungsplatz der jüngeren Kaiserzeit wurden in den Jahren 2004 und 2006 fünf Bestattungen von Leichenbrand in römischen Buntmetallgefäßen, darunter drei Hemmoorer Eimer, geborgen. Der Eimer mit der Frauenbestattung befand sich in 20 Meter Entfernung von einer Grube mit Brandrückständen eines Scheiterhaufens, auf dem ihre sterblichen Reste verbrannt worden sind. In der Grube und in der Bestattungsurne fanden sich die verbrannten Reste von hochwertigen römischen Importstücken. Dazu zählen Schmuckgegenstände aus Gold und Silber, wie eine römische Gliederkette. Eine Kette war mit geschliffenen roten Halbedelsteinen und eine andere Kette war mit blauen Glasperlen besetzt. Keramikscherben ließen auf verbranntes Geschirr schließen. Aufgrund von zerschmolzenem Glas war eine Beigabe von etwa drei römischen Gläsern und aufgrund von Buntmetallschmelz die Beigabe von etwa drei römischen Bronzegefäßen anzunehmen. Es fanden sich auffallend viele Gegenstände aus Elfenbein und Bein. Darunter waren zwei Beinnadeln, zwei germanische Dreilagenkämme und ein römischer Elfenbeinkamm mit Reliefschnitzerei aus der 1. Hälfte des ersten Jahrhunderts.

## Bewertung
Die Grabbeigaben entsprechen denen von reich ausgestatteten Körpergräbern in Mitteldeutschland. Sie belegen, dass es auch im Raum zwischen Weser und Elbe im Bereich des heutigen Niedersachsens eine vermögende und weit vernetzte germanische Oberschicht im 3. Jahrhundert n. Chr. gab. Bis zu der Entdeckung wurde in Forscherkreisen diskutiert, ob es in dem Raum keine Elite gab, da bis dahin keine Belege dafür gefunden wurden. Möglich ist auch, dass die Verstorbene aus dem römischen Rheinland oder aus Mitteldeutschland stammte und den Schmuck mitgebracht hat.